# Campichoeta griseola
Campichoeta griseola – gatunek muchówki z rodziny Campichoetidae.
Gatunek ten opisany został w 1855 roku przez Johana Wilhelma Zetterstedta jako Geomyza griseola.
Muchówka o ciele długości od 2,25 do 2,5 mm. Głowę ma zaopatrzoną w wibrysy i skrzyżowane szczecinki zaciemieniowe. Ubarwienie głaszczków i pierwszego człona czułków jest żółte. Tułów cechuje szare śródplecze z dwoma ciemnymi, podłużnymi pasami oraz pozbawione włosków i szczecinek mezopleury. Skrzydła mają całą powierzchnię mniej lub bardziej jednolicie jasnoszaro przydymioną. Odnóża odznaczają się słabo rozwiniętymi szczecinkami przedwierzchołkowymi goleni. U samca odwłok ma siódmy tergit pozbawiony dobrze wykształconych szczecinek, a edyty smukłe i ku tyłowi zakrzywione.
Owad znany z Niemiec, Danii, Szwecji, Norwegii, Finlandii, Szwajcarii, Austrii, Włoch, Czech, Słowacji, Węgier, Rumunii, europejskiej części Rosji, Bliskiego Wschodu, wschodniej krainy palearktycznej i nearktycznej Ameryki Północnej.